# 浜江駅
浜江駅（ひんこうえき）とは、中華人民共和国黒竜江省ハルビン市道外区に位置する拉浜線、三棵樹線の駅。

## 歴史
- 1934年　開業。

## 隣の駅
中華人民共和国鉄道部
三棵樹線
ハルビン駅 - 浜江駅 - 太平橋駅
拉浜線
ハルビン駅 - 浜江駅
座標: 北緯45度46分26秒 東経126度39分01秒 / 北緯45.7739度 東経126.6503度